# موديراديلو هيلر
موديراديلو هيلر (بالإنجليزية: Modiradilo Healer)‏ (مواليد 1970) هو ملاكم بوتسواني، مثّل بلاده في الألعاب الأولمبية الصيفية 1996.

## روابط خارجية
موديراديلو هيلر على موقع بوكس ريك (الإنجليزية) (registration required)
- موديراديلو هيلر على موقع اللجنة الأولمبية الدولية (الإنجليزية)
- موديراديلو هيلر على موقع أوليمبيديا (الإنجليزية)